# Company Flow
La Company Flow è un gruppo hip hop statunitense di New York che durante gli anni 1990 ha fatto la storia dell'underground hip hop ed inaugurato l'epoca di quello sperimentale.

## Storia del gruppo
Il gruppo viene fondato nel 1992 dal beatmaker e rapper El-P (a.k.a. El-Producto, all'anagrafe Jaime Meline), che era stato in adolescenza espulso più volte da scuola per la sua indole ribelle, e poi aveva ottenuto un contratto discografico che gli aveva permesso di allenarsi in intense sessioni di registrazione. Al compimento dei diciotto anni, dopo essersi occupato anche di ingegneria del suono, incontra DJ Mr. Len, fondando con lui la Company Flow.
Nel 1993, per l'etichetta Libra, il duo registra il singolo Juvenile Techniques molto apprezzato da Bigg Jus, un impiegato dell'etichetta discografica che dapprima instaura con loro un'amicizia, poi diventa terzo membro del gruppo. Dopo aver fondato la casa di produzione Official Recordings, il fresco trio produce il singolo 8 Steps To Perfection, che miete un certo successo dell'underground locale. Nel 1995 è la volta del loro primo LP, Funcrusher, che vende oltre 3000 copie pur essendo stato finanziato semplicemente con lavori part-time dei membri. Molte case discografiche cercano di metterli sotto contratto, ma l'unica etichetta che accetta i ferrei patti proposti dalla Company è la Rawkus Records, etichetta indipendente con cui il gruppo, con una certa street-credibility ed un buon bagaglio culturale, realizza alcune tracce bonus che arricchiscono il precedente Funcrusher determinando l'uscita di Funcrusher Plus, che precede il tour e la promozione dell'album.
Dopo l'abbandono di Bigg Jus, Mr. Len ed El-P realizzano Little Johnny From the Hospitul: Breaks and Instrumentals, Vol. 1, interamente strumentale, che genera pareri discordanti da parte della critica e del mercato, e che viene seguito da una partecipazione all'interno della compilation Rawkus Soundbombing II.
Nel 2000 il gruppo si scioglie, non più sostenuto come prima dalla Rawkus. Mr. Len si dirige verso progetti solisti,  El-P fonda l'etichetta Def Jux che nel 2001 produce The Cold Vein del gruppo Cannibal Ox, ed esordisce nel 2002 con l'LP solista Fantastic Damage.
La Company Flow è senza dubbio un gruppo che ha dato un massiccio contributo allo sviluppo dell'hip hop underground non curandosi dei giudizi negativi del rap "tradizionalista", con uno stile diretto verso l'avanguardia del genere. Suoni sintetizzati e distorti, beat irregolari e fuori tempo, metriche stravaganti e spesso indigesti all'ascoltatore sono stati per anni il punto di forza del gruppo.

## Discografia

### Album in studio
- Funcrusher Plus (1997)
- Little Johnny from the Hospitul: Breaks & Instrumentals Vol.1 (1999)

### EP
- Funcrusher (1996)